# Tuberorachidion pumilio
Tuberorachidion pumilio là một loài bọ cánh cứng trong họ Cerambycidae.